# 사경욱
사경욱(史敬郁, 일본식 이름: 史村敬郁, 1905년 5월 23일 ~ ?)은 일제강점기와 대한민국의 법조인이다.

## 생애
평안북도 철산군 출신이다. 1931년에 경성제국대학 법문학부 법과를 졸업하였다. 법과 졸업생 졸업생 37명 가운데 조선인은 12명이었다.
학교 졸업 후 함흥지방법원에서 서기로 근무하였고, 전라북도 산업과에서 잠시 관리로 일하기도 했다. 이후 조선총독부 검사로 임용되어 부산지방법원 검사와 전주지방법원 군산지청 검사를 지냈다. 전주지법 군산지청에 근무하던 1943년을 기준으로 종7위에 서위되어 있었다.
태평양 전쟁 종전 후에는 전라북도 전주 지역에서  변호사를 개업하여 활동하였다. 전북산림연합회 이사, 전라북도 인사위원, 전북대학교 법과 강사, 대한적십자사 전북지사장 등을 역임했다.
2008년 민족문제연구소가 발표한 친일인명사전 수록예정자 명단 사법 부문에 선정되었다.

## 참고자료
- 사경욱(史敬郁) - 국사편찬위원회